# Chamissoa altíssima
Chamissoa altissima, conhecida popularmente como mofungo-gigante, é uma espécie de planta pertencente à família Amaranthaceae. Essa trepadeira herbácea ocorre amplamente em diversas regiões da América Latina, incluindo o Brasil, onde pode ser encontrada em diferentes tipos de vegetação, como cerrado, floresta ciliar e áreas antrópicas.

## Características
A Chamissoa altissima é uma planta ginomonoica, ou seja, apresenta flores femininas e bissexuadas. Suas folhas são alternadas, membranáceas ou papiráceas e suas inflorescências podem ser laxas ou condensadas. A floração ocorre principalmente no outono e inverno, e suas flores são de coloração rosa-arroxeada.

## Distribuição e Ocorrência
Embora não seja endêmica do Brasil, a Chamissoa altissima tem ampla distribuição no país e ocorre em diversos estados. A espécie pode ser encontrada em áreas de cerrado e floresta ombrófila, além de regiões de transição entre diferentes biomas.

## Importância Ecológica
A planta desempenha um papel importante na interação ecológica, atraindo diversas espécies de aves, como saíras, tiês e sanhaços, que se alimentam de seus frutos. Além disso, sua presença em diferentes tipos de vegetação contribui para a biodiversidade local.

## Conservação
A Chamissoa altissima não está classificada como uma espécie ameaçada, sendo considerada de pouca preocupação em avaliações de conservação. No entanto, a preservação dos habitats onde ocorre é essencial para garantir sua continuidade e o equilíbrio ecológico das regiões onde está presente.